# Pitch Perfect
Pitch Perfect er en amerikansk musikalsk romantisk komediefilm fra 2012 instrueret af Jason Moore og skrevet af Kay Cannon. Den indeholder ensemble skuespillere, herunder Anna Kendrick, Skylar Astin, Rebel Wilson, Anna Camp, Brittany Snow, Hana Mae Lee, Alexis Knapp, Ester Dean, Kelley Jakle, Shelley Regner, Wanetah Walmsley, Adam DeVine, Ben Platt, Utkarsh Ambudkar, John Michael Higgins og Elizabeth Banks. Filmen er løst tilpasset fra Mickey Rapkins non-fiktion bog med titlen Pitch Perfect: The Quest for Collegiate a Cappella Glory. Filmoptagelse afsluttedes i december 2011 i Baton Rouge, Louisiana.